# Simulcast
Simulcast [ˈsɪmjʊlˌkɑːst] (von englisch simultaneous ‚zeitgleich, gleichzeitig‘ und broadcast ‚senden, ausstrahlen, übertragen‘) steht für eine Simultanübertragung desselben Inhaltes über mehrere Rundfunkwege.
So ist z. B. dasselbe Programm der ARD terrestrisch digital über Antenne und Satellit empfangbar. Zudem kommen digitale und analoge Übertragungen in vielen Kabelnetzen sowie im Internet als Stream. Dabei unterscheidet sich das Ergebnis nur durch eine leichte Verzögerung, da bei einem Senden über Satelliten ein längerer Weg zurückgelegt werden muss (ca. ¼ Sekunde) und beim Digitalfernsehen auch noch eine (manchmal noch längere) Zeit für das Umwandeln des digitalen Fernsehsignals in das Fernsehbild hinzukommt.
Durch die Digitalisierung des Fernsehprogramms sind die terrestrischen Ausstrahlungen über analoge Wege bereits weggefallen (siehe das „Überallfernsehen“ DVB-T). Die analoge Satellitenausstrahlung ist am 30. April 2012 eingestellt worden. Dabei blieb die analoge Qualität auf allen Wegen nahezu gleich und überstieg nie die in PAL festgelegten Werte. Erst mit HDTV änderte sich das, da hier ein Kanal im hochauflösenden Format ausgestrahlt wird.
Früher gab es auch Simulcast-Sendungen mit Übertragung desselben Programmes über Fernsehen und Rundfunk. Videorekorder mit „Simulcast“-Schalter konnten dann parallel zu dem Fernsehbild das (bessere) Tonsignal, welches über UKW-Rundfunk ausgestrahlt wurde, auf den HiFi-Tonspuren aufzeichnen.
Der Begriff Simulcast wird auch im Hörfunk verwendet. Beispielsweise ist der Deutschlandfunk in vielen Gegenden Deutschlands sowohl auf UKW als auch auf Digitalradio DAB zu hören, bis 2014/15 auch auf Mittelwelle und Langwelle.

## HD-Simulcast
Der Begriff HD-Simulcast wird für die parallele Ausstrahlung eines Fernsehprogramms in den Qualitätsstufen HDTV und SDTV verwendet. Damit gewährleisten die Fernsehsender, dass das HD-Programm bei Zuschauern ohne HD-Empfangsmöglichkeit auch weiterhin mit älteren Geräten empfangen werden kann.

## Anime
Im Bereich Anime wird der Begriff Simulcast etwas anders ausgelegt. Hier bezeichnet Simulcast eine westliche Veröffentlichung des Animes zeitnahe der japanischen TV-Ausstrahlung. Dabei erfolgt die Veröffentlichung über Video-on-Demand-Plattformen, wie etwa Animation Digital Network, aniverse oder Crunchyroll. Gezeigt werden die Simulcast-Titel im japanischen Originalton mit lokalisierten Untertiteln und erfolgt meist wenige Stunden nach der japanischen TV-Ausstrahlung. Parallel dazu werden auch immer häufiger Sendungen zeitnah mit einer lokalisierten Synchronfassung gezeigt. Die Ausstrahlung der synchronisierten Folgen ist dabei meist um wenige Wochen versetzt zum regulären Simulcast. Diese Art der Ausstrahlung wird häufig als Simuldub bezeichnet. 